# 82-га піхотна дивізія (Третій Рейх)
82-га піхотна дивізія (Третій Рейх) (нім. 82. Infanterie-Division) — піхотна дивізія Вермахту за часів Другої світової війни.

## Історія
82-га піхотна дивізія була сформована 1 грудня 1939 у IX-му військовому окрузі у Касселі під час 6-ї хвилі мобілізації Вермахту.

## Райони бойових дій
- Німеччина (грудень 1939 — травень 1940);
- Франція (травень — грудень 1940);
- Німеччина (грудень 1940 — січень 1941);
- Нідерланди (січень 1941 — травень 1942);
- СРСР (південний напрямок) (травень 1942 — липень 1943);
- СРСР (центральний напрямок) (липень — жовтень 1943);
- СРСР (південний напрямок) (жовтень 1943 — травень 1944)

## Командування

### Командири
- генерал-майор Йозеф Леманн (нім. Josef Lehmann) (1 грудня 1939 — 1 квітня 1942);
- генерал-майор Фрідріх Госсбах (нім. Friedrich Hoßbach) (1 квітня — 6 липня 1942);
- генерал-лейтенант Альфред Бенч (нім. Alfred Bäntsch) (6 липня 1942 — 31 січня 1943);
- генерал-лейтенант Карл Фауленбах (нім. Karl Faulenbach) (31 січня — 15 березня 1943);
- генерал-майор Ганс-Вальтер Гейне (нім. Hans-Walter Heyne) (15 березня — квітень 1943);
- генерал-лейтенант Фрідріх-Август Вайнкнехт (нім. Friedrich-August Weinknecht) (квітень — травень 1943);
- генерал-лейтенант Ганс-Вальтер Гейне (травень 1943 — 10 травня 1944).

## Нагороджені дивізії
Нагороджені дивізії
|  | Кавалери Нагрудного знаку ближнього бою в золоті                                                           | 1 |
|  | Кавалери Золотого Німецького Хреста                                                                        | 7 |
|  | Кавалери Лицарського хреста Залізного хреста                                                               | 9 |
|  | Кавалери Почесної відзнаки Сухопутних військ «Почесна застібка на орденську стрічку для Сухопутних військ» | 8 |

- Нагороджені Сертифікатом Пошани Головнокомандувача Сухопутних військ (2)